# Арешперані
Арешперані (груз. არეშფერანი) — село в Грузії.
За даними перепису населення 2014 року в селі проживає 278 осіб.